# Bitwa pod Kyzikos (74 p.n.e.)
Bitwa pod Kyzikos – bitwa lądowo-morska stoczona w roku 74 p.n.e. między wojskami rzymskimi a pontyjskimi w początkowym okresie III wojny Rzymu z Mitrydatesem.
Rzymianami dowodził dowódca twierdzy Pizystrates i konsul Lukullus, wojskami pontyjskimi – władca Pontu Mitrydates VI Eupator.

## Oblężenie
Wkrótce po bitwie pod Chalkedonem Mitrydates VI Eupator obiegł wielkie miasto Kyzikos nad Propontydą. Walnie pomagała mu przy tym flota, stosując dość niezwykłe środki i metody. Równocześnie z atakiem wojsk lądowych i podsunięciem ku murom wielkich machin oblężniczych, jak opisywał to Appian, ”od strony portu dwa sprzęgnięte ze sobą pięciorzędowce dźwigały drugą wieżę, z której przy pomocy pewnej maszynerii wysuwał się pomost, ilekroć zbliżali się do murów. A kiedy już wszystko było gotowe [Mitrydates] naprzód kazał podwieźć do miasta na okrętach 3 000 jeńców z Kyzikos, którzy wyciągając ręce ku murom błagali, aby ich współobywatele oszczędzili w tym niebezpiecznym położeniu. Ale dowódca Kyzikos Pizystrates obwieścił im z murów, aby, skoro dostali się do niewoli, mężnie znieśli, cokolwiek im się przydarzy. Kiedy ta próba się nie powiodła, kazał Mitrydates podwieźć na okrętach wspomnianą machinę. Nagle wysunął się z niej pomost, po którym czterech żołnierzy wybiegło na mur. Zaskoczeni głównie nowością tego  urządzenia obrońcy cofnęli się nieco, ponieważ jednak inni nie podążyli dość szybko za pierwszymi, więc nabrali otuchy i strącili w dół tych czterech, a na okręty poczęli lać płonącą smołę i zmusili je do wiosłowania ku rufie i wycofania się w tył wraz z machiną. W ten sposób odparli uderzenie od strony morza”. Załamał się również atak wojsk królewskich od strony lądu. 

## Nadejście Lukullusa
Tymczasem pod Kyzikos zjawił się Lukullus i Mitrydates znalazł się w krytycznej sytuacji – między wrogim miastem a wojskami rzymskimi. Lukullus odciął mu dowóz żywności, tak że w obozie władcy Pontu zaczął się głód, do którego wkrótce doszła zaraza, zbierając obfite żniwo. Armia królewska topniała z dnia na dzień. 

## Ewakuacja
W tej sytuacji przed zupełną klęską uratowała Mitrydatesa flota, która umożliwiła częściową ewakuację resztek wojsk, skierowanych do portu w Lampsakos. Sam Mitrydates wsiadł na okręt i początkowo udał się z częścią floty na wody Hellespontu, lecz po wielkich stratach w czasie silnej burzy, powrócił do Bitynii.